# Lijst van voetbalinterlands Cambodja - Saoedi-Arabië
Deze lijst van voetbalinterlands is een overzicht van alle officiële voetbalwedstrijden tussen de nationale teams van Cambodja en Saoedi-Arabië. De landen speelden tot op heden een keer tegen elkaar. Dat was een vriendschappelijke wedstrijd op 14 januari 2017 in Abu Dhabi (Verenigde Arabische Emiraten).

## Wedstrijden
| № | Plaats    | Datum           | Competitie        | Wedstrijd                | Uitslag |
| - | --------- | --------------- | ----------------- | ------------------------ | ------- |
| 1 | Abu Dhabi | 14 januari 2017 | Vriendschappelijk | Cambodja – Saoedi-Arabië | 2 – 7   |

## Samenvatting
| Competitie        | Totaal gespeeld | Winst Cambodja | Gelijk | Winst Saoedi-Arabië | Doelsaldo Cambodja – Saoedi-Arabië |
| ----------------- | --------------- | -------------- | ------ | ------------------- | ---------------------------------- |
| Vriendschappelijk | 1               | 0              | 0      | 1                   | 2 − 7                              |
| Totaal            | 1               | 0              | 0      | 1                   | 2 − 7                              |

Wedstrijden bepaald door strafschoppen worden, in lijn met de FIFA, als een gelijkspel gerekend.